# Craugastoridae
Craugastoridae – rodzina płazów w rzędzie płazów bezogonowych (Anura) wyróżniona w 2008 roku przez Hedgesa, Duellmana i Heinickego.

## Zasięg występowania
Rodzina obejmuje gatunki występujące w Ameryce.

## Podział systematyczny
Z późniejszej analizy filogenetycznej przeprowadzonej przez Pyrona i Wiensa (2011) wynika, że gatunki zaliczane do rodziny Strabomantidae nie tworzą kladu, do którego nie należałyby również gatunki z rodzajów Craugastor i Haddadus. Na tej podstawie autorzy uznali Strabomantidae za młodszy synonim Craugastoridae i przenieśli do rodziny Craugastoridae rodzaje zaliczane wcześniej do Strabomantidae, jednakże późniejsze analizy tego nie potwierdziły. Zaliczane wcześniej do tej rodziny taksony w randze podrodzin – Ceuthomantinae i Holoadeninae – zostały ponownie podniesione do rangi odrębnej rodziny (Ceuthomantidae) lub przeniesione (Holoadeninae) do rodziny Strabomantidae. Jednak ten układ nie jest uznawany (2025) przez Amphibian Species of the World; w takim ujęciu do rodziny należą następujące podrodziny:
- Craugastorinae Hedges, Duellman & Heinicke, 2008
- Holoadeninae Hedges, Duellman & Heinicke, 2008
- Hypodactylinae Heinicke, Lemmon, Lemmon, McGrath & Hedges, 2017 „2018”
- Pristimantinae Ohler & Dubois, 2012
- Strabomantinae Hedges, Duellman & Heinicke, 2008

Rodzaj o niepewnej pozycji systematycznej (incertae sedis) i nie klasyfikowany w żadnej z powyższych podrodzin:
- Dischidodactylus Lynch, 1979